# Discografia dei Lostprophets

## Album

### Demo
| Data di pubblicazione | Titolo                          |
| --------------------- | ------------------------------- |
| 1997                  | Here Comes the Party            |
| 1998                  | Para Todas las Putas Celosas    |
| 1999                  | The Fake Sound of Progress (EP) |

### Album in studio
| Data di pubblicazione | Titolo                  | Label                                    | UK Album Chart | US Billboard Chart | Irish Album Chart | RIANZ Top 40 | Certificati                                                                                       |
| 8 ottobre 2001        | Thefakesoundofprogress  | Columbia Records / Visible Noise Records | 10             | 12                 | 6                 | 7            | Oro (UK) Archiviato il 19 gennaio 2008 in Internet Archive.                                       |
| 2 febbraio 2004       | Start Something         | Columbia Records / Visible Noise Records | 4              | 3                  | 2                 | 1            | Platino (UK) Platinum, su bpi.co.uk (archiviato dall'url originale il 19 gennaio 2008). Gold (US) |
| 26 giugno 2006        | Liberation Transmission | Columbia Records / Visible Noise Records | 1              | 3                  | 6                 | 9            | Gold 210,000+ (UK) Archiviato il 19 gennaio 2008 in Internet Archive.                             |
| 17 gennaio 2010       | The Betrayed            | Columbia Records / Visible Noise Records | 1              | 3                  | 2                 | 1            |                                                                                                   |

## Singoli
| Anno | Titolo                                                       | Album                   | UK Singles Chart | Billboard Hot 100 | US Modern Rock | US Mainstream Rock | RIANZ Top 40 |
| 2001 | "Shinobi vs. Dragon Ninja"                                   | Thefakesoundofprogress  | 16               | 13                | 10             | 8                  | 9            |
| 2002 | "The Fake Sound of Progress"                                 | Thefakesoundofprogress  | 18               | 12                | 11             | 6                  | 5            |
| 2003 | "Burn Burn"                                                  | Start Something         | 3                | 1                 | 4              | 5                  | 1            |
| 2004 | "Last Train Home"                                            | Start Something         | 1                | 2                 | 1              | 1                  |              |
| 2004 | "Wake Up (Make a Move)"                                      | Start Something         | 9                | 5                 | 4              | 7                  | 4            |
| 2004 | "Last Summer"                                                | Start Something         | 3                | 2                 | 5              | 2                  | 1            |
| 2004 | "Goodbye Tonight"                                            | Start Something         | 15               | 16                | 12             | 18                 | 8            |
| 2006 | "Rooftops (A Liberation Broadcast)"                          | Liberation Transmission | 1                | 3                 | 7              | 8                  | 1            |
| 2006 | "A Town Called Hypocrisy"                                    | Liberation Transmission | 2                | 2                 | 3              | 1                  | 1            |
| 2006 | "Can't Catch Tomorrow (Good Shoes Won't Save You This Time)" | Liberation Transmission | 8                | 9                 | 5              | 7                  | 3            |
| 2007 | "4:AM Forever"                                               | Liberation Transmission | 7                | 12                | 11             | 4                  | 3            |
| 2010 | Where We Belong                                              | The Betrayed            | 1                | 3                 | 5              | 2                  | 1            |

### Vinili
| Data              | Titolo                                                        |
| 26 novembre 2001  | Shinobi vs. Dragon Ninja 7"                                   |
| 11 marzo 2002     | The Fake Sound of Progress 7"                                 |
| 24 febbraio 2003  | thefakesoundofprogress 12" Special Edition                    |
| 3 novembre 2003   | Burn Burn 7"                                                  |
| 26 gennaio 2004   | Last Train Home 7"                                            |
| 3 maggio 2004     | Wake Up (Make A Move) 7"                                      |
| 23 agosto 2004    | Last Summer 7"                                                |
| 22 novembre 2004  | Goodbye Tonight 7"                                            |
| 19 giugno 2006    | Rooftops (A Liberation Broadcast) 7"                          |
| 11 settembre 2006 | A Town Called Hypocrisy 7"                                    |
| 27 novembre 2006  | Can't Catch Tomorrow (Good Shoes Won't Save You This Time) 7" |
| 23 aprile 2007    | 4:AM Forever 7" (x2)                                          |

## B-Sides

### Da thefakesoundofprogress

#### Registrazioni in studio
- Directions (Shinobi vs. Dragon Ninja, originariamente da The Fake Sound of Progress (EP))
- The Lesson Part 1 (Shinobi vs. Dragon Ninja)
- Miles Away from Nowhere (Shinobi vs. Dragon Ninja)
- Happy New Year, Have a Good 1985 (The Fake Sound of Progress)

#### Registrazioni Live
- Still Laughing (Shinobi vs. Dragon Ninja)

#### Cover
- A View to a Kill (The Fake Sound of Progress)
- Shoulder to the Wheel (The Fake Sound of Progress)
- Need You Tonight (The Fake Sound of Progress)

### Da Start Something

#### Registrazioni in studio
- Our Broken Hearts (Burn Burn, aka Punky Song)
- Like a Fire (Burn Burn)
- Lucky You (Burn Burn, also found on Spider-Man 2: The Official Soundtrack)
- Push Out the Jive, Bring In the Love (Burn Burn)
- The Politics of Emotion (Last Train Home)
- Holding On (Wake Up (Make a Move))

#### Registrazioni Live
- Wake Up (Make a Move) (Wake Up (Make a Move))
- Start Something (Wake Up (Make a Move))

#### Cover
- Cry Me a River (Last Train Home) - Justin Timberlake
- Sweet Dreams My LA Ex (Last Summer) - Rachel Stevens
- Reptilia (Last Summer) - The Strokes
- In the Air Tonight (Last Summer) - Phil Collins
- Boys Don't Cry (Last Summer) - The Cure

##### Demo/Remix
- Last Train Home (demo, Last Train Home)
- Shinobi vs Dragon Ninja (acoustic, Last Train Home)
- Burn Burn (No Truth remix - Robot Jox, Goodbye Tonight)
- Last Train Home (Xanex Broken Heart mix, Goodbye Tonight)
- Wake Up (Make a Move) (Nebuchednezzar remix, Goodbye Tonight)

### Da Liberation Transmission

#### Registrazioni in studio
- Ordinary Life (Rooftops (A Liberation Broadcast))
- Dead to Me (Rooftops (A Liberation Broadcast))
- No Way Out (Rooftops (A Liberation Broadcast))
- Love (A Town Called Hypocrisy)
- Distances (A Town Called Hypocrisy)
- What You Do (A Town Called Hypocrisy)
- Every Song (4:AM Forever)

#### Registrazioni Live
- A Town Called Hypocrisy (four download exclusive recordings, A Town Called Hypocrisy)
- Can't Catch Tomorrow (Cardiff; three download exclusive recordings, Can't Catch Tomorrow (Good Shoes Won't Save You This Time))
- 4:AM Forever (five download exclusive recordings, 4:AM Forever)

#### Cover
- Going Underground (limited edition download, 4:AM Forever)

#### Demo
- Rooftops (download exclusive, Rooftops (A Liberation Broadcast))
- Still Falling (A Town Called Hypocrisy demo, A Town Called Hypocrisy)
- Fight (Everybody's Screaming!!! demo, Can't Catch Tomorrow (Good Shoes Won't Save You This Time))
- Wait (Always All Ways demo, Can't Catch Tomorrow (Good Shoes Won't Save You This Time))
- Can't Catch Tomorrow (Can't Catch Tomorrow (Good Shoes Won't Save You This Time))
- Never Know (Heaven for the Weather, Hell for the Company demo, 4:AM Forever)

### Altro
- Lately (aka B-Side, allegato a Kerrang! magazine, 2002)
- Grindcore Rules (Unreleased, 2004)
- Davidian (cover dei Machine Head, Kerrang! Higher Voltage, 2007)